# 뷰티 바이블 2015
《뷰티 바이블 2015》는 KBS W의 텔레비전 프로그램이다.

## 방송 개요
- 3명 MC들이 각자의 경험을 통해 얻은 뷰티 팁을 낱낱이 공개하는 프로그램

## 방송 시간
- 매주 화요일 밤 9:50

## 출연자
- 황광희
- 전효성
- 강승현